# Emanuela Rusta
Emanuela Rusta (* 18. Dezember 1993 in Elbasan) ist eine albanische Fußballschiedsrichterin.
In ihrer Jugend spielte sie Basketball in ihrer Heimatstadt Elbasan. Sie machte eine Ausbildung zur Sportlehrerin. Als Enea Jorgji an ihrer Schule Schiedsrichterinnen  suchte, zeigte sie sich interessiert. Sie arbeitet als Sportlehrerin an einer Mittelschule in Elbasan.
Im März 2019 war sie die erste Frau, die in der Kategoria Superiore, der höchsten Liga der Männer, als Linienrichterin zum Einsatz kam – bei einem Derby zwischen den Klubs KF Tirana und FK Partizani Tirana. Gegen Ende der Saison 2021/22 leitete sie erstmals eine Partie (KF Skënderbeu Korça gegen KF Laçi).
Seit 2019 steht sie auf der Liste der FIFA-Schiedsrichter und leitet internationale Fußballpartien. Sie ist die erste albanische FIFA-Schiedsrichterin. Heute gehört sie zur Gruppe der UEFA-First-Category-Schiedsrichterinnen.
Bei der U-17-Europameisterschaft 2023 in Estland pfiff Rusta zwei Gruppenspiele.
Zudem leitete bzw. leitet Rusta Spiele in der Women’s Nations League, in der Qualifikation zur Women’s Champions League, in der Qualifikation für die Europameisterschaft 2022 in England, in der europäischen WM-Qualifikation für die Weltmeisterschaft 2023 in Australien und Neuseeland sowie Freundschaftsspiele.
Rusta setzt sich seit vielen Jahren für mehr Gleichberechtigung und gegen Sexismus im albanischen Fußball ein, mit dem sie selbst viele Erfahrungen gemacht hat und der im albanischen Fußball verbreitet ist, da Fußball lange Zeit eine reine Männerdomäne war. Dass sie auch Spiele bei den Männern leitete, erregte viel Aufmerksamkeit.